# Zilveroorneushoornvogel
De zilveroorneushoornvogel ook wel zilverwangneushoornvogel (Bycanistes brevis synoniem: Ceratogymna brevis) is een neushoornvogel die voorkomt in Midden- en Oost-Afrika.

## Beschrijving
De zilveroorneushoornvogel is 75 - 80 cm lang met een opvallend grote snavel en "hoorn" op de bovensnavel. Bij het mannetje is deze hoorn groot en is de snavel vuilwit gekleurd, de snavel van het vrouwtje is minder opvallend en gelig van kleur. Verder heeft zij rond het oog een naakte rode huid. Beide seksen hebben zilvergrijze veren op de wangen en de rest van de kop en verder zijn ze iridiserend zwart. De vleugels zijn helemaal zwart maar de onderkant van de rug en de stuit, verder de "dijen" (feitelijk de tibia), de onderbuik en de uiteinden van (alleen) de buitenste staartpennen zijn contrasterend wit.

## Leefwijze
Ze leven meestal in paren, maar kunnen op gemeenschappelijke slaapplaatsen groepen van honderden vogels vormen. De zilveroorneushoornvogel foerageren op wilde vruchten, insecten, kleine vogels, knaagdieren, kleine reptielen en duizendpoten.

## Voortplanting
Ze broeden in september en oktober (zuidelijke lente) en de legselgrootte is één tot drie eieren, die 40 dagen lang worden bebroed. De jonge blijven daarna nog ongeveer 80 dagen bij de ouders.

## Verspreiding en leefgebied
De zilveroorneushoornvogel komt voor van Zuid-Ethiopië en Zuid-Somalië en Oost-Kenia en Tanzania tot aan Malawi, Zimbabwe en Zuid-Afrika. In Zimbabwe wordt de vogel bedreigd door aantasting van het leefgebied. Het voorkomen in Zuid-Afrika is marginaal, maar plaatselijk in het noorden is de vogel nog redelijk algemeen. De leefgebieden zijn tropische bossen met hoge bomen.

## Status
De grootte van de wereldpopulatie is niet gekwantificeerd. De vogel is plaatselijk algemeen maar heeft grofkorrelig verspreidingspatroon. Men veronderstelt dat de soort in aantal stabiel is. Om deze redenen staat de zilveroorneushoornvogel als niet bedreigd op de Rode Lijst van de IUCN.

## Foto's

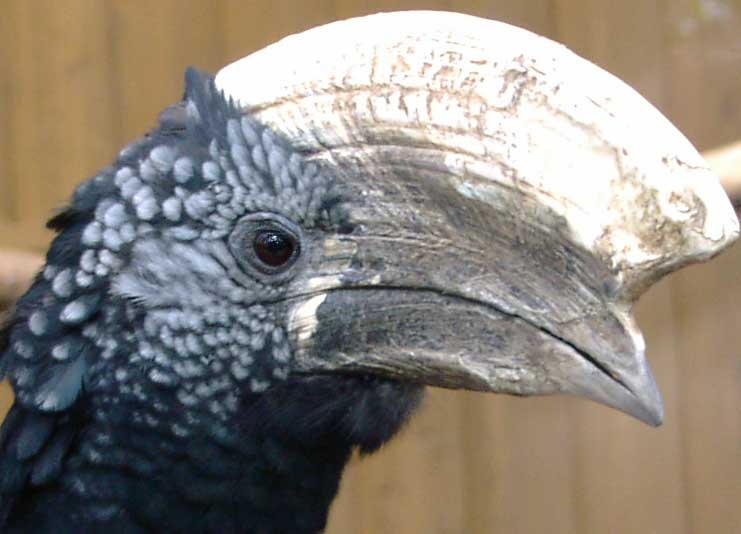
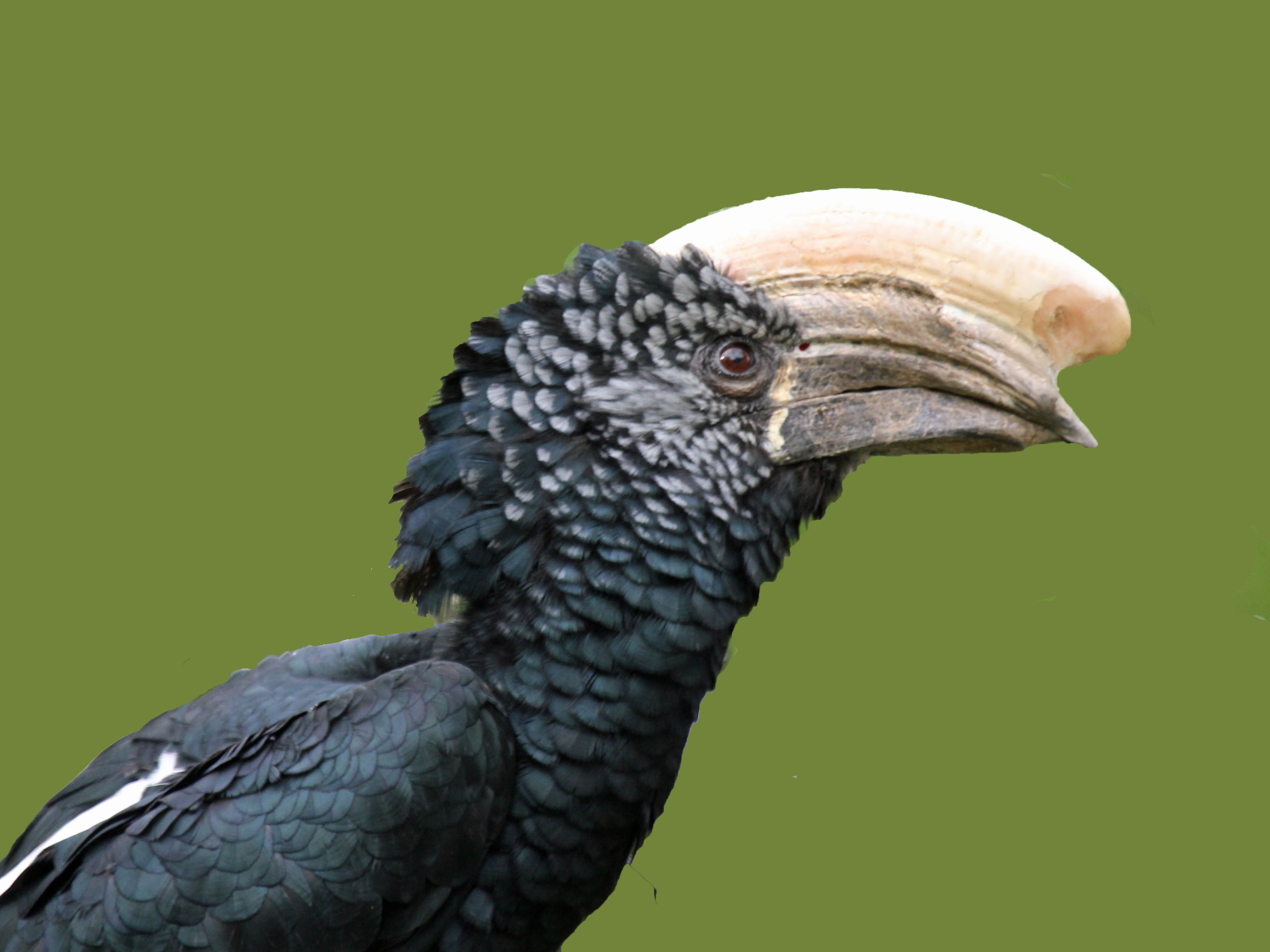
Mannetje
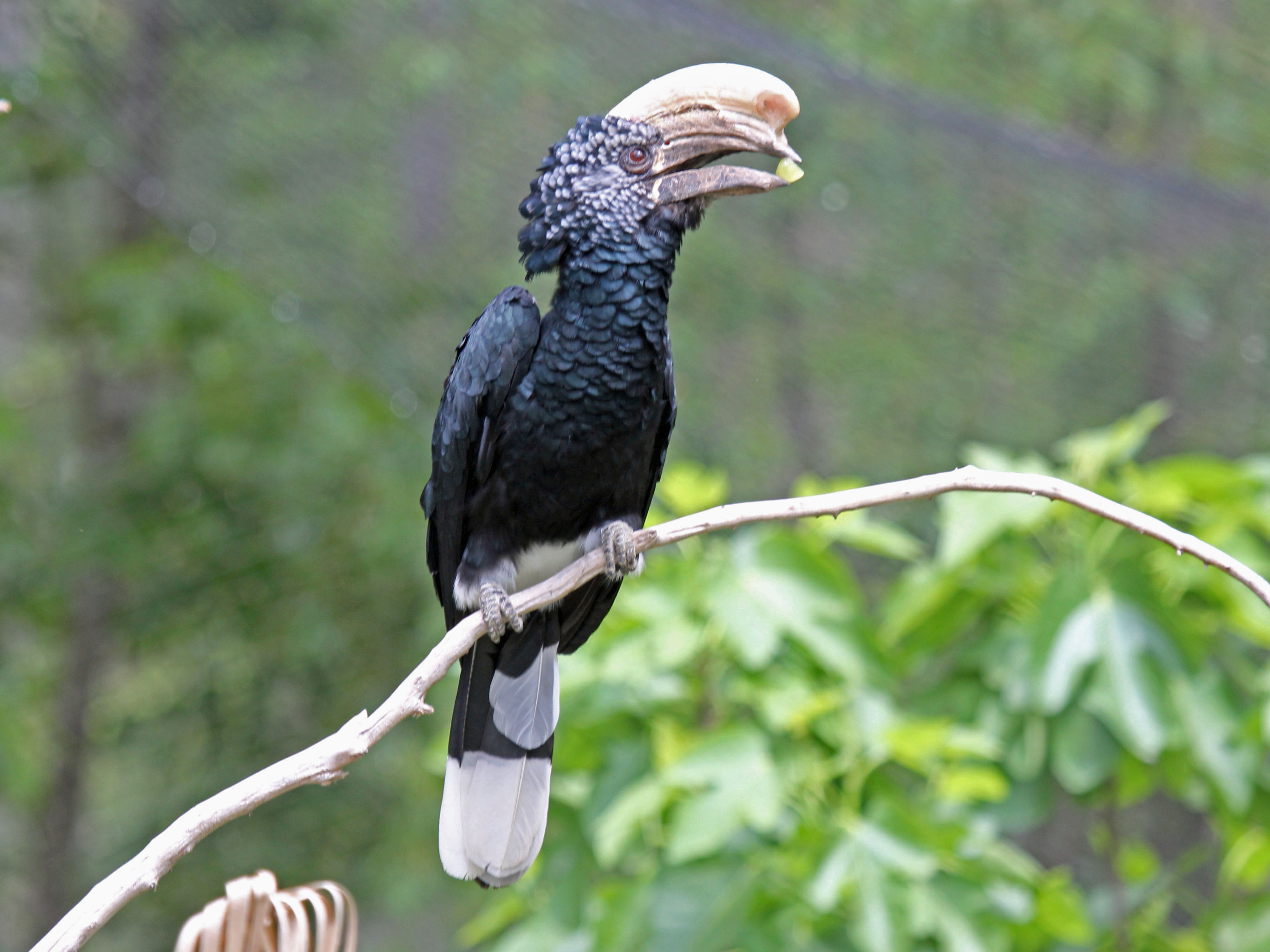